# Tchin Tabaraden
Tchin Tabaraden – miasto w zachodnim Nigrze, w Regionie Tahoua. Według danych na rok 2012 liczyło 15 298 mieszkańców.